# Ceratozamia hildae
Ceratozamia hildae е вид растение от семейство Замиеви (Zamiaceae). Видът е застрашен от изчезване.

## Разпространение
Разпространен е в Мексико (Керетаро и Сан Луис Потоси).